# Sukitomo
Sukitomo (スキトモ?) es una película japonesa dirigida por Mitsuhiro Mihara y estrenada el 13 de enero de 2007. Fue exhibida por primera vez en el 16° Rainbow Reel Tokyo, un festival de cine de temática LGBT que se lleva a cabo anualmente en Tokio. El título de la película es un juego de palabras; «suki» (スキ), que traducido del idioma japonés significa "gustar", y «tomo» (トモ), que hace referencia al nombre del personaje principal. Por lo tanto, el nombre de la obra podría traducirse literalmente como «Me gusta Tomo». 

## Argumento
Tomokazu Aoi (Takumi Saitō) es un estudiante universitario de tercer año que forma parte del equipo de boxeo y se prepara para competir en un importante torneo. Tomokazu tiene una amistad muy cercana con Yoshiki Satō (Hiroki Aiba), un amigo de la infancia que también es su vecino y a quien ve como un hermano pequeño. Sin embargo, los sentimientos de Yoshiki hacia Tomokazu son más profundos que simple amistad, a pesar de que este último no se ha percatado de ello. La hermana menor de Tomokazu, Misao (Airi Komatsu), también se siente atraída románticamente hacia Tomokazu y siente celos de su relación con Yoshiki. Cuando era niño, Yoshiki fue arrollado por un camión mientras jugaba con Tomokazu y sufrió una lesión en la pierna derecha. Esta lesión nunca sanó por completo y en consencuente cojea al caminar, un hecho sobre el cual cree que Tomokazu se siente culpable y le trata bien por ello. Yoshiki deberá lidiar no solo con los intentos de Misao para alejarlo de su hermano, sino también con sus propios sentimientos conflictivos.

## Reparto
- Takumi Saitō como Tomokazu Aoi, el hermano mayor de Misao. Es un estudiante universitario y miembro del club de boxeo. Debido a que pone toda su atención en el boxeo, no se ha dado cuenta de la atracción que Yoshiki y Misao sienten hacia él.
- Hiroki Aiba como Yoshiki Satō, mejor amigo y vecino de Tomokazu, de quien está enamorado.
- Airi Komatsu como Misao Aoi, la hermana de 14 años de Tomokazu. Se siente celosa de la relación de su hermano con Yoshiki, puesto que también tiene sentimientos amorosos por él.
- Mizuki Tsuruoka como Arisa Andō, la mejor amiga de Misao. Puede ver la atracción de Misao hacia su hermano, algo que considera no saludable. También se ha dado cuenta del amor de Yoshiki hacia Tomokazu.
- Aina Nishiaki como Kayo Miura, una compañera de clases de Tomokazu y Yoshiki. Está enamorada de Yoshiki, pero sus sentimientos no son correspondidos.
- Ryōko Mabi como Sra. Aoi
- Gō Setoguchi como Sr. Aoi
- Issei Okihara
- Hiroyuki Miyazaki
- Kimiaki Tasaka
- Ryūji Miyajima
- Shōta Katō
- Airi Tsunoda